# 布里頓·戴維斯
布里頓·戴維斯少尉（英語：Britton Davis，1986年6月4日—1930年1月23日），出生於德克薩斯州布朗斯維爾的美國士兵。1881年從西點軍校畢業後，他服役於美国陆军第3骑兵团。在達羅素堡服役後，戴維斯於1882年阿帕契戰爭期間被調往聖卡洛斯西南地區服役。他也是該戰爭的關鍵人物之一。
戴維斯寫了許多關於他的服役和阿帕契語言的期刊。在他生命的盡頭，他寫了一本傑羅尼莫的傳記。